# 马塞洛·博登
馬些路·荷西·保頓（葡萄牙語：Marcelo José Bordon，1976年1月7日—），巴西足球運動員，擔任中堅，現己退役。

## 外部連結
- 保頓檔案及數據
- 史浩克04官網 保頓檔案 （页面存档备份，存于）
- fussballdaten.de 保頓數據 （页面存档备份，存于） （德文）